# George Lyon (Politiker, 1956)

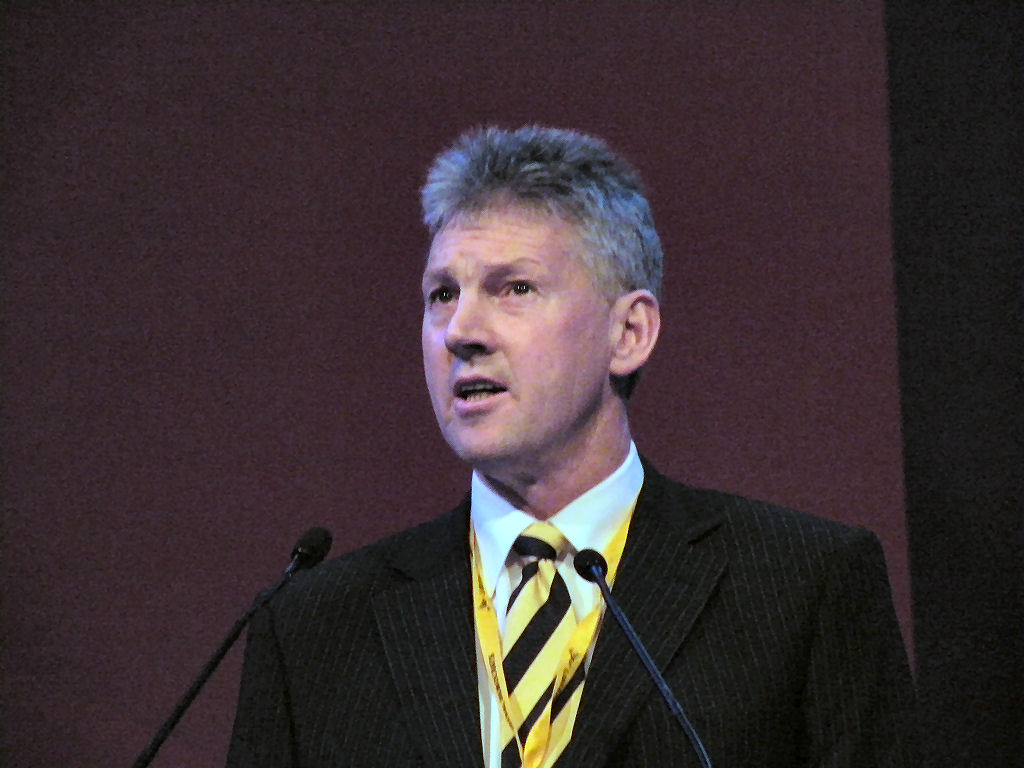
George Lyon

George Lyon (* 16. Juli 1956 in Rothesay, Insel Bute) ist ein schottischer Politiker und Mitglied der Liberal Democrats.
Lyon besuchte die Rothesay Academy und arbeitete anschließend als selbstständiger Landwirt. Er ist Mitglied und ehemaliger Präsident der National Farmers Union of Scotland.

## Politischer Werdegang
Bei den Schottischen Parlamentswahlen 1999 kandidierte Lyon für den Wahlkreis Argyll and Bute und konnte sich vor dem SNP-Kandidaten Duncan Hamilton das Direktmandat sichern. Bei den Parlamentswahlen 2003 konnte er sein Mandat mit deutlichem Vorsprung verteidigen. Ab 2005 war Lyon stellvertretender Minister für Finanzen und Parliamentary Business. Nach den Parlamentswahlen 2007 verlor Lyon sein Mandat an den SNP-Politiker Jim Mather.
Auf europäischer Ebene trat Lyon zur Europawahl 2009 an und errang eines von zwei Mandaten für die Liberal Democrats im Wahlkreis Schottland. In der Folge zog er erstmals in das Europäische Parlament ein. Bei der Europawahl 2014 war Lyons Spitzenkandidat der schottischen Liberal Democrats. Da die Liberal Democrats in Schottland nur 7,1 % der Stimmen erhielten, fiel der Partei keines der sechs zu vergebenden Mandate zu. Lyon schied in der Folge zum Ende der Wahlperiode aus dem Europaparlament aus.